# Single Parents
Single Parents é uma sitcom americana que estreou em 26 de setembro de 2018 na ABC. É estrelado por Taran Killam, Leighton Meester, Kimrie Lewis, Jake Choi, Marlow Barkley, Tyler Wladis, Mino Allan, Ella Allan, Brad Garrett e segue um grupo de adultos que deve se aventurar através da paternidade solteira com seus filhos pequenos. Em 17 de outubro de 2018, a ABC encomendou a série para uma temporada completa de 22 episódios, mais um episódio adicional trazendo a série para 23 episódios..

## Enredo
A série começa quando o grupo conhece Will, um cara de 30 e poucos anos que está tão focado em criar sua filha que perdeu de vista quem ele é como homem. Quando os outros pais solteiros vêem o quão longe o buraco de coelho de PTA, pais e princesas Will foi, eles se unem para levá-lo para o mundo namoro e fazê-lo perceber que ser um ótimo pai não significa sacrificar tudo sobre sua própria identidade.

## Elenco
- Taran Killam como Will Cooper
- Leighton Meester como Angie D'Amato
- Brad Garrett como Douglas Fogerty
- Kimrie Lewis como Poppy Banks
- Jake Choi como Miggy Park
- Marlow Barkley como Sophie Cooper
- Tyler Wladis como Graham D'Amato
- Devin Trey Campbell como Rory Banks
- Mia Allan como Emma Fogerty
- Ella Allan como Amy Fogerty

## Episódios
| N.º na série | N.º na temp. | Título original (Título no Brasil)                                      | Dirigido por      | Escrito por                         | Exibição original       | Audiência (milhões) |
| ------------ | ------------ | ----------------------------------------------------------------------- | ----------------- | ----------------------------------- | ----------------------- | ------------------- |
| 1            | 1            | "Pilot"                                                                 | Jason Winer       | Elizabeth Meriwether & J. J. Philbi | 26 de setembro de 2018  | 4.91                |
| 2            | 2            | "Sleepover Ready"                                                       | Jason Winer       | Sarah Tapscott                      | 3 de outubro de 2018    | 4.23                |
| 3            | 3            | "A Leash Is Not A Guinea Pig"                                           | Erin O’Malley     | Kim Rosenstock                      | 10 de outubro de 2018   | 3.64                |
| 4            | 4            | "Beyoncé Circa Lemonade"                                                | Jason Winer       | Alison Bennett                      | 17 de outubro de 2018   | 3.48                |
| 5            | 5            | "Politician, Freemason, Scientist, Humorist and Diplomat, Ben Franklin" | Jason Winer       | Blake McCormick                     | 24 de outubro de 2018   | 3.74                |
| 6            | 6            | "Lettuce"                                                               | Kat Coiro         | Bridger Winegar                     | 31 de outubro de 2018   | 3.65                |
| 7            | 7            | "They Call Me DOCTOR Biscuits!"                                         | Maggie Carey      | Berkley Johnson                     | 7 de novembro de 2018   | 3.78                |
| 8            | 8            | "The Beast"                                                             | Josh Greenbaum    | Lamar Woods                         | 28 de novembro de 2018  | 3.35                |
| 9            | 9            | ASA                                                                     | Trent O'Donnell   | Ali Kinney                          | 5 de dezembro de 2018   | 3.31                |
| 10           | 10           | "The Magic Box"                                                         | Jason Winer       | Joe Wengert                         | 12 de dezembro de 2018  | 3.57                |
| 11           | 11           | "That Elusive Zazz"                                                     | Jay Chandrasekhar | Kim Rosenstock & Sarah Tapscott     | 9 de janeiro de 2019    | 3.04                |
| 12           | 12           | "All Aboard The Two-Parent Struggle Bus"                                | Pete Chatmon      | Allison Bennett                     | 16 de janeiro de 2019   | 2.98                |
| 13           | 13           | "Graham D’Amato: Hot Lunch Mentalist"                                   | Erin O'Malley     | Blake McCormick                     | 23 de janeiro de 2019   | 2.75                |
| 14           | 14           | "The Shed"                                                              | Josh Greenbaum    | Joe Wengert                         | 30 de janeiro de 2019   | 3.28                |
| 15           | 15           | "A Cash-Grab Cooked Up By the Crepe Paper Industry"                     | Kat Coiro         | Bridger Winegar                     | 13 de fevereiro de 2019 | TBD                 |
| 16           | 16           | "John Freakin' Stamos"                                                  | ASA               | ASA                                 | 20 de fevereiro de 2019 | TBD                 |